# Composition interurbaine par la téléphoniste
La composition interurbaine par la téléphoniste (en anglais, Operator Toll Dialing) était un projet et une technologie utilisés par le système Bell aux États-Unis et au Canada pour automatiser la commutation et la facturation des appels interurbains sur le réseau téléphonique public commuté (RTPC).
L'objectif du projet était d'éliminer l'intervention de téléphonistes dans des villes intermédiaires et dans la ville d'arrivée lors d'appels interurbains.
Initialement, la technologie impliquait des routages pas à pas pour configurer chaque circuit, mais elle a été améliorée par la suite par l'introduction des indicatifs régionaux et de la traduction automatique des numéros de téléphone.
Le système a été mis en place à partir de 1946. Le plan de numérotation nord-américain pour les indicatifs régionaux a été introduit en 1947, permettant d'augmenter le niveau d'automatisation du système.
La composition interurbaine par la téléphoniste a été progressivement remplacée par l'interurbain automatique, dans lequel le client composait l'indicatif régional ainsi que le numéro de téléphone. L'interurbain automatique a été implanté sur une base limitée à partir de 1951, mais il n’a été pleinement mis en œuvre que dans les années 1970.
Les administrations téléphoniques d'autres pays ont mis en œuvre des programmes similaires. Par exemple, le Royaume-Uni a implanté un système similaire à l'interurbain automatique. Ce système s'appelle Subscriber Trunk Dialling (en).